# 長崎大橋 (富山県)
長崎大橋（ながさきおおはし）は、富山県南砺市の一級河川庄川にかかる林道の橋である。

## 橋データ
- 左岸 - 富山県南砺市利賀村下原
- 右岸 - 富山県南砺市利賀村北原
- 形式 - 鋼上路スパンドレルアーチ+鈑桁橋[1]
- 橋長 - 191 m[2]
- 幅員 - 4 m[2]
- 総鋼重 - 545 t[2]
- 総コンクリート量 - 3,434 m3[2]
- 総工費 - 1億8,000万円[2]

## 沿革
当橋は過疎に悩む地元住民や観光開発を望む当時の利賀村による運動を受けて建設が決まり、1969年（昭和44年）10月に着工、延べ人員26,000人余りを投入して建設し、1971年6月1日に当時の林道橋としては日本一の規模の橋として竣工した。橋の右岸側の北原地区には温泉民宿（庄川峡長崎温泉）もあり、同地域の観光開発にも大きく貢献している。